# 斯也克乡
斯也克乡，是中华人民共和国新疆维吾尔自治区和田地區于田县下辖的一个乡镇级行政单位。

## 行政区划
斯也克乡下辖以下地区：
喀提亚克村、科克买提村、阿勒达西曼村、克提其村、斯也克村、托万斯也克村、克尕孜村、麦盖提村、吉日克村、拜什托格拉克村、奥尔曼村、托格拉克吾其村、努尔库勒村和恰尔瓦村。